# Vesti
Vesti (rusky Вести, doslova Zprávy) byl izraelský ruskojazyčný deník. List sídlil v Tel Avivu a byl nejčtenějším ruskojazyčným deníkem v Izraeli a posledním deníkem v ruštině. Noviny začaly vycházet v roce 1992 a jejich vlastníkem byla Yedioth Ahronoth Group. V devadesátých letech byl velmi čtený. Jeho prodej se však propadl a v roce 2017 byl přeměněn na týdeník, k němuž byly vybudovány ruskojazyčné internetové stránky, založené na Ynetu. V prosinci 2018 noviny přestaly vycházet. Noviny v letech 1992 až 1999 redigoval refusenik Eduard Kuzněcov.

## Oběh
V roce 1996 četlo deník přibližně 200 000 lidí. Od 90. let 20. století prodej ruskojazyčných novin v Izraeli prudce poklesl, protože se zpomalila emigrace z rusky mluvících zemí a přistěhovalci, kteří přišli dříve, přešli na hebrejské noviny. Prodej izraelských novin se snížil i plošně, a to především díky internetu. Prodej novin Vesti se výrazně snížil, což je přinutilo přijmout úsporná opatření, včetně toho, že v roce 2004 upustily od dřívějšího formátu a nahradily je novým. V roce 2005 činil náklad 55 000 výtisků. V roce 2001 zaměstnávaly 50 novinářů.
V roce 1994 stály noviny 0,60 šekelů, což byla třetina ceny hebrejských novin Jedi'ot achronot a Ma'ariv, což odráželo jejich relativně chudou čtenářskou základnu z řad přistěhovalců.

## Obsah a pracovníci
Stejně jako izraelská ruskojazyčná média obecně, i noviny Vesti zastávají pravicový redakční postoj. V roce 1999 byly označeny za „pravicové až středové v mírovém procesu a blízké Likudu ve vnitřních otázkách“. Ve volbách v Izraeli v roce 1996 podporovaly Natana Šaranského. Izraelská akademička Tamar Horowitz uvádí, že noviny a ruský tisk obecně hrály v těchto volbách důležitou roli. V roce 1997 čtenáři Vesti zvolili Avigdora Liebermana „politikem roku“. V roce 2005 se noviny ostře postavily proti izraelskému plánu jednostranného stažení.
Vesti redigoval jeden z jejich zakladatelů, pravicový sovětský refusenik Eduard Kuzněcov, dokud nebyl v prosinci 1999 propuštěn. Deník The Jerusalem Post tehdy přinesl anonymní tvrzení, že Kuzněcov byl propuštěn za kritiku Šaranského strany Jisra'el ba-alija, nebo dokonce na její žádost, zatímco nábožensko-sionistický zpravodajský server Aruc ševa uvedl, že poradce Ehuda Baraka „údajně přispěl k tomu, že byl Kuzněcov propuštěn“. Proti vyhazovu protestovalo Sionistické fórum a pravicová skupina Profesoři za silný Izrael. Kuzněcova vystřídala Věra Jedidia, rovněž moderátorka pořadu v izraelské veřejnoprávní televizi.
Šéfredaktorka Vesti Julia Šamalov-Berkovič, další ze zakladatelů listu, se později stala političkou Kadimy a v roce 2009 vstoupila do Knesetu.

## Případy
V roce 2006 byl redaktor názorové stránky listu a jeden z jeho autorů postaven před soud kvůli údajně rasistické básni, kterou list zveřejnil.
V roce 2008 noviny zažaloval ruský list Kommersant za to, že bez svolení a bez odpovídajícího uvedení autora přetištěl jejich články. Přetiskování jinde publikovaných článků je běžnou praxí ruskojazyčného tisku v Izraeli i jinde a noviny Vesti čelily podobným stížnostem již v minulosti.